# 川村真樹 (女優)
川村 真樹（かわむら まき、1948年1月1日 - ）は、福島県出身の女優・歌手。公称身長157センチ。芸映プロ、グループ71に所属していた。

## 来歴・人物
九段女子高等学校を経て1965年に宝塚歌劇団入団。51期生。入団時の成績は54人中48位。初舞台公演の演目は花組公演『われら花を愛す／エスカイヤ・ガールス』。娘役（愛称サトコ）で同期に安奈淳、高宮沙千、華かおりらがいたが、1967年8月に退団、上京して映画女優として活動を始める。
映画『ドリフターズですよ! 特訓特訓また特訓』で役者デビューし、東宝映画に端役で出演。そんな中1970年11月、コメディアン、佐々十郎と共に、心中未遂と見誤る睡眠薬過剰服用事故を起こし、一時芸能活動から遠ざかる。翌年、テイチクレコードから歌手デビューし芸能界復帰。その後、成人映画製作を始めた日活に移り、1972年封切りの初主演映画『八月はエロスの匂い』での体当たり演技が話題となり、以降は日活ロマンポルノの常連女優として活躍。同時期には東映でも内藤誠の『ネオンくらげ』や五社英雄の『暴力街』に出演した。
スクリーンの第一線を退いた後、1990年に銀座8丁目にクラブ「マダム真樹」を開店。(現在は7丁目の金田中ビルで営業中）乳癌などの試練を乗り越え、2005年2月、シングル「うかれ銀座の一人言」（作詞作曲・円広志）をリリース、同年7月には博品館劇場でコンサートも開き、健在ぶりを示した。
TBS『爆報! THE フライデー』にも出演し「マダム真樹」は元宝塚女優と飲める店として紹介された。女優の卵らが店に在籍していることでも人気を博している。

## 出演作品

### 映画
- 謝国権「愛」より （秘）性と生活（1969年、東映） - ノンクレジット
- ドリフターズですよ!特訓特訓また特訓（1969年、東宝） - しおり
- ドリフターズですよ!全員突撃（1969年、東宝） - 手下の女A
- 愛のきずな（1969年、東宝） - 女秘書
- 八月はエロスの匂い（1972年、日活） - 中原圭子
- 銀蝶流れ者 牝猫博奕（1972年、東映） - 香樹
- 賞金首 一瞬八人斬り（1972年、東映） - お紋
- ネオンくらげ（1973年、東映） - 里枝
- 暴力街 (1974年、東映)- 晃子
- ふるさとポルノ記　津軽シコシコ節 (1974年、日活)- スワ
- 竜馬暗殺 (1974年、映画同人社＋ATG)
- 色情海女 ふんどし祭り（1981年、にっかつ）

### テレビドラマ
- 特別機動捜査隊 第582話（1972年）
- 土曜日の女シリーズ / 明日に喪服を（1973年、NTV）
- 荒野の素浪人
  - 第1シリーズ 第45話（1973年）
  - 第2シリーズ 第17話（1974年）
- ロボット刑事 第18話（1973年）
- 水滸伝 第8話（1973年）
- 狼・無頼控 第1話（1973年）
- 白い牙 第5話（1974年）
- 高校教師 第12話（1974年）
- 幡随院長兵衛お待ちなせえ 第14話（1974年）
- 必殺必中仕事屋稼業 第4話「逆転勝負」（1975年、ABC / 松竹） - おくら
- 傷だらけの天使 第11話（1975年）
- 快傑ズバット 第20話（1977年）
- 遠山の金さん 第2シリーズ 第26話「幸せにまっしぐら」（1979年、ANB / 東映） - おくら
- 人妻捜査官 第13話（1984年）
- 遠山の金さんII 第7話（1985年） ※高橋英樹版